# Aleurotrachelus joholensis
Aleurotrachelus joholensis là một loài côn trùng cánh nửa trong họ Aleyrodidae, phân họ Aleyrodinae.
Aleurotrachelus joholensis được Corbett miêu tả khoa học đầu tiên năm 1935.